# Бейкьой
 Тази статия е за селото в Турция.  За селото в Република Гърция вижте Бейкьой (дем Дедеагач).  
Бейкьой (на турски: Beykonağı) е село в Източна Тракия, Турция, Вилает Одрин. Околия Узункьопрю.

## География
Селото се намира на 14 км южно от Узункьопрю.

## История
В XIX век Бейкьой е малко село в Узункюприйската кааза на Одринския вилает на Османската империя. Според „Етнография на вилаетите Адрианопол, Монастир и Салоника“, издадена в Константинопол в 1878 година и отразяваща статистиката на населението от 1873, Бей-кьой (Bey-keui) е село с 20 домакинства и 54 жители мюсюлмани.
Според статистиката на професор Любомир Милетич в 1912 година в селото живеят помаци.